# Pfarrkirche Zlan

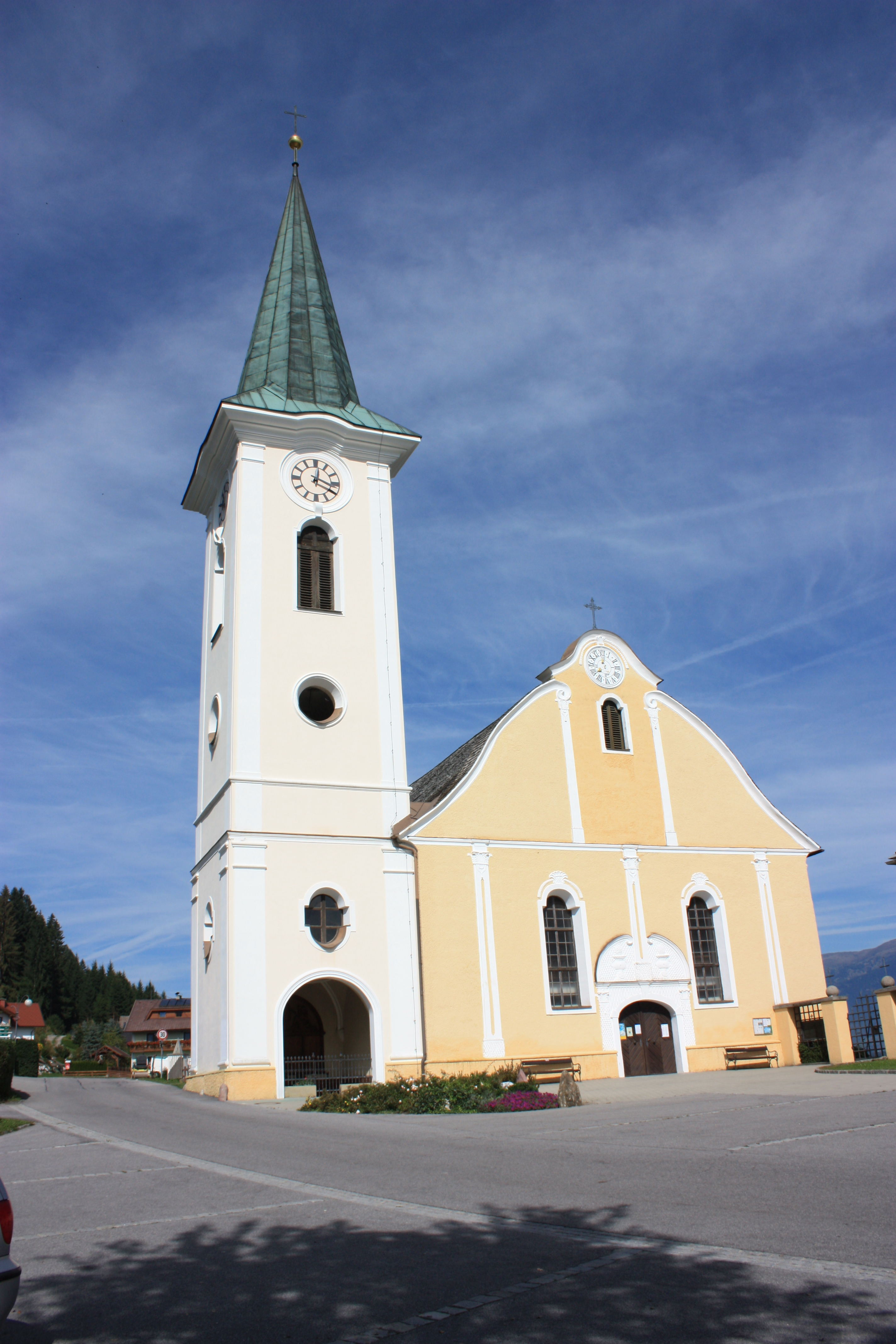
Pfarrkirche Zlan

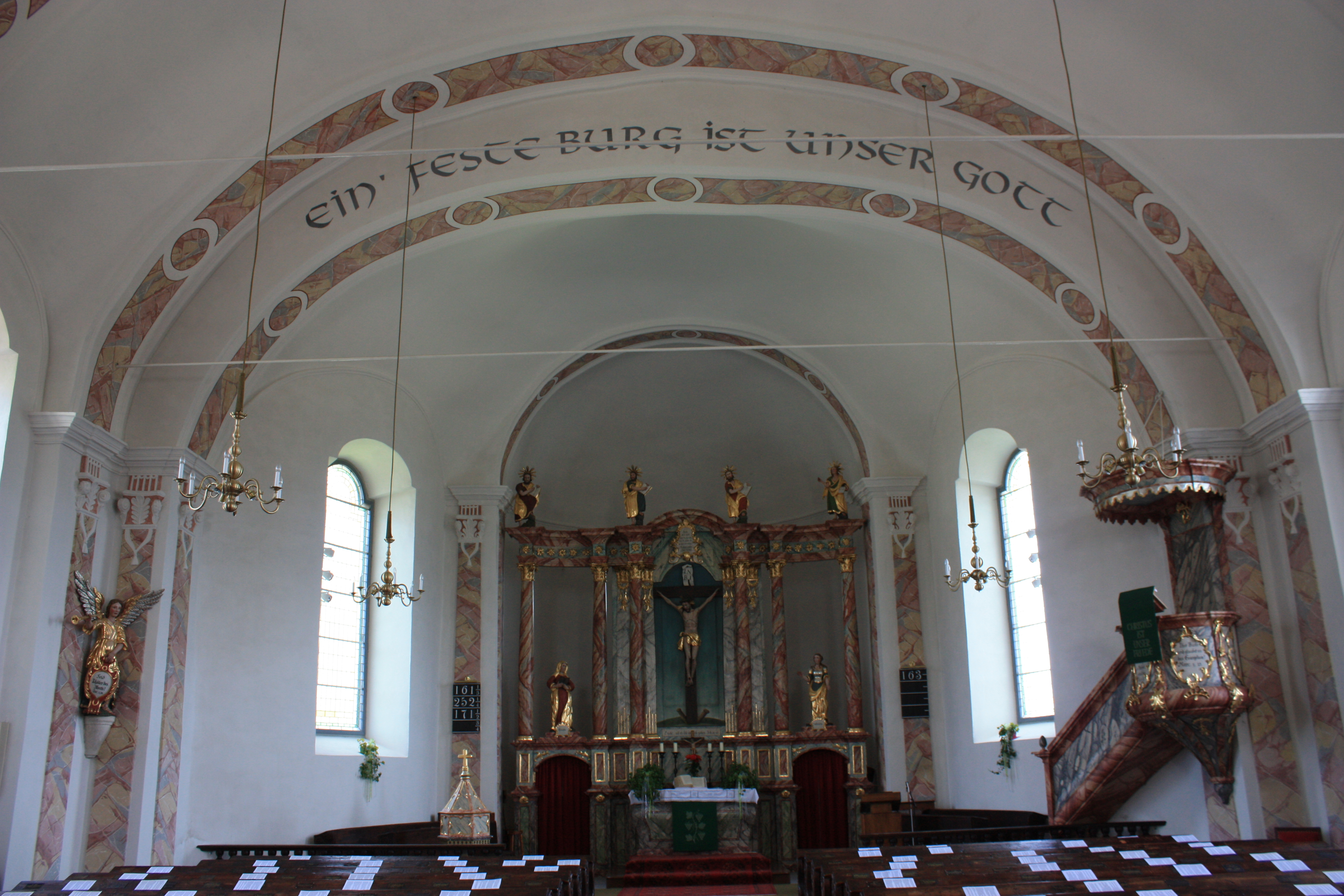
Innenansicht

Die evangelische A.B. Pfarrkirche Zlan steht am Nordrand von Zlan in der Gemeinde Stockenboi.

## Gebäude
Das Kirchenschiff wurde 1805 bis 1807 im Stil des Nachrokoko errichtet, der Turm 1950 hinzugefügt. Da Zlan zur Erbauungszeit nicht zu Österreich, sondern zu den Illyrische Provinzen Napoleons gehörte, war die Kirche nicht von den baulichen Einschränkungen des josephinischen Toleranzpatents betroffen. Die Kirche besitzt an der Südseite einen geschweiften Wellgiebel und ein mit einem zarten Relief umrahmtes Portal. Das Langhaus und der Chor haben Rundbogenfenster und werden durch Pilaster gegliedert. Der westliche Turm mit einer Halle im Erdgeschoß und rundbogigen Schallfenstern wird von einem Spitzhelm bekrönt. Der einschwingende, eingezogene Chor hat im Schluss ein Rundfenster. Hinter dem Chorschluss ist eine niedrige Sakristei angebaut.
Im Inneren wird das Tonnengewölbe durch Gurtbögen, die auf Wandpilastern ruhen, in vier Joche geteilt. Die Orgelempore mit vorschwingender Balustrade steht auf sechs zarten Stützen. Die Orgel schuf 1862/1864 Jakob Ladstätter. Altarraum und Predigtraum trennt ein Kommuniongitter, über das beim Abendmahl das Brot gereicht wurde. Der Altarraum endet in einer Apsis.
In dieser Apsis steht der Altar mit aufgelöster Säulenarchitektur und Opfergangsportalen. Den Mittelpunkt des Altars bildet ein Kruzifix, flankiert von zwei weiblichen Figuren, die die christlichen Tugenden Glaube und Hoffnung versinnbildlichen. Die Statuen der vier Evangelisten bekrönen den Altar.
Die Kanzel und die Betstühle stammen aus der Erbauungszeit, wobei die letzteren in der Bleiberger Holzschnitzschule gefertigt wurden.
Die Kirche ist eine Station auf dem Weg des Buches.

## Orgel

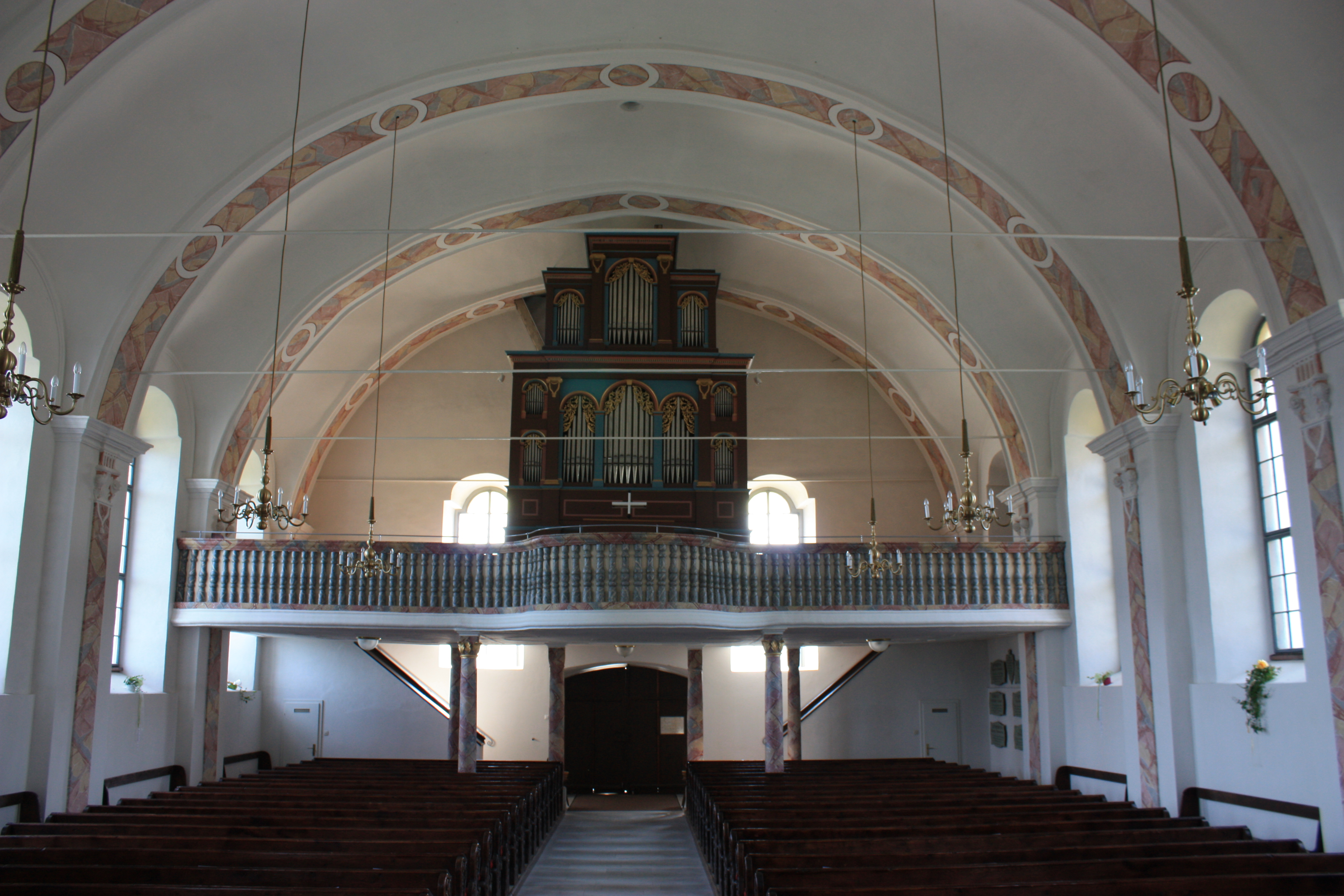
Orgel

Die Orgel von Jakob Ladstätter wurde 1861 bis 1864 unter teilweiser Verwendung von Material aus einer einmanualigen Vorgängerorgel von 1838 verfertigt. Sie war mit damals 28 Registern auf vier Manualen und Pedal die größte „evangelische Orgel“ Kärntens. 1900 baute Johann Kuhar das auf einem eigenen Manual liegende Harmonium aus.
Weitere Arbeiten erfolgten 1981 durch den Wiener Orgelbaumeister Herbert Gollini. Dieser ersetzte die Klaviaturen, welche sich inzwischen in einem recht schlechtem Zustand befanden. Außerdem wurde das Scharff in eine Rauschquinte überführt. Eine Besonderheit dieser Orgel ist, dass sie trotz ihrer Größe kein einziges Zungenregister aufweist. Dies ist allerdings auf Johann Kuhar zurückzuführen, welcher bei der Renovierung 1903 die Posaune 16′ durch einen Violonbass 16′, sowie die Trompete 8′ durch einen Oktavbass 8′ ersetzte.
Laut Aussage von Gabriel Isenberg, einem Konzertorganisten aus Deutschland, befindet sich die Orgel in einem schlechten Zustand. Im August 2024 wurde daher die Orgelbauwerkstatt Klais mit der Restaurierung beauftragt, die voraussichtlich im Jänner 2025 fertiggestellt werden. Folgende Disposition bleibt weiterhin voll erhalten:
| I Unterwerk C–f3 |             |       |
| 1.               | Prinzipal   | 8′    |
| 2.               | Hohlflöte   | 8′    |
| 3.               | Gambe       | 8′    |
| 4.               | Oktave      | 4′    |
| 5.               | Flöte       | 4′    |
| 6.               | Quinte      | 2 ⁄3′ |
| 7.               | Superoktave | 2′    |

| II Hauptwerk C–f3 |            |     |
| 8.                | Bordun     | 16′ |
| 9.                | Praestant  | 8′  |
| 10.               | Gedeckt    | 8′  |
| 11.               | Flöte      | 8′  |
| 12.               | Salicional | 8′  |
| 13.               | Flöte      | 4′  |
| 14.               | Gemshorn   | 4′  |

| III Oberwerk C–f3 |                 |       |
| 15.               | Prinzipal       | 16′   |
| 16.               | Oktave          | 8′    |
| 17.               | Violine         | 8′    |
| 18.               | Flöte           | 4′    |
| 19.               | Quinte          | 2 ⁄3′ |
| 20.               | Kornett IV      |       |
| 21.               | Rauschquinte II |       |
| 22.               | Oktave          | 2′    |
| 23.               | Mixtur III      |       |

| Pedal C–d1 |              |     |
| 24.        | Principalbaß | 16′ |
| 25.        | Subbaß       | 16′ |
| 26.        | Violon       | 16′ |
| 27.        | Oktavbaß     | 8′  |

- Koppeln: III/I, II/I, I/P, II/P, III/P